# Eurofly

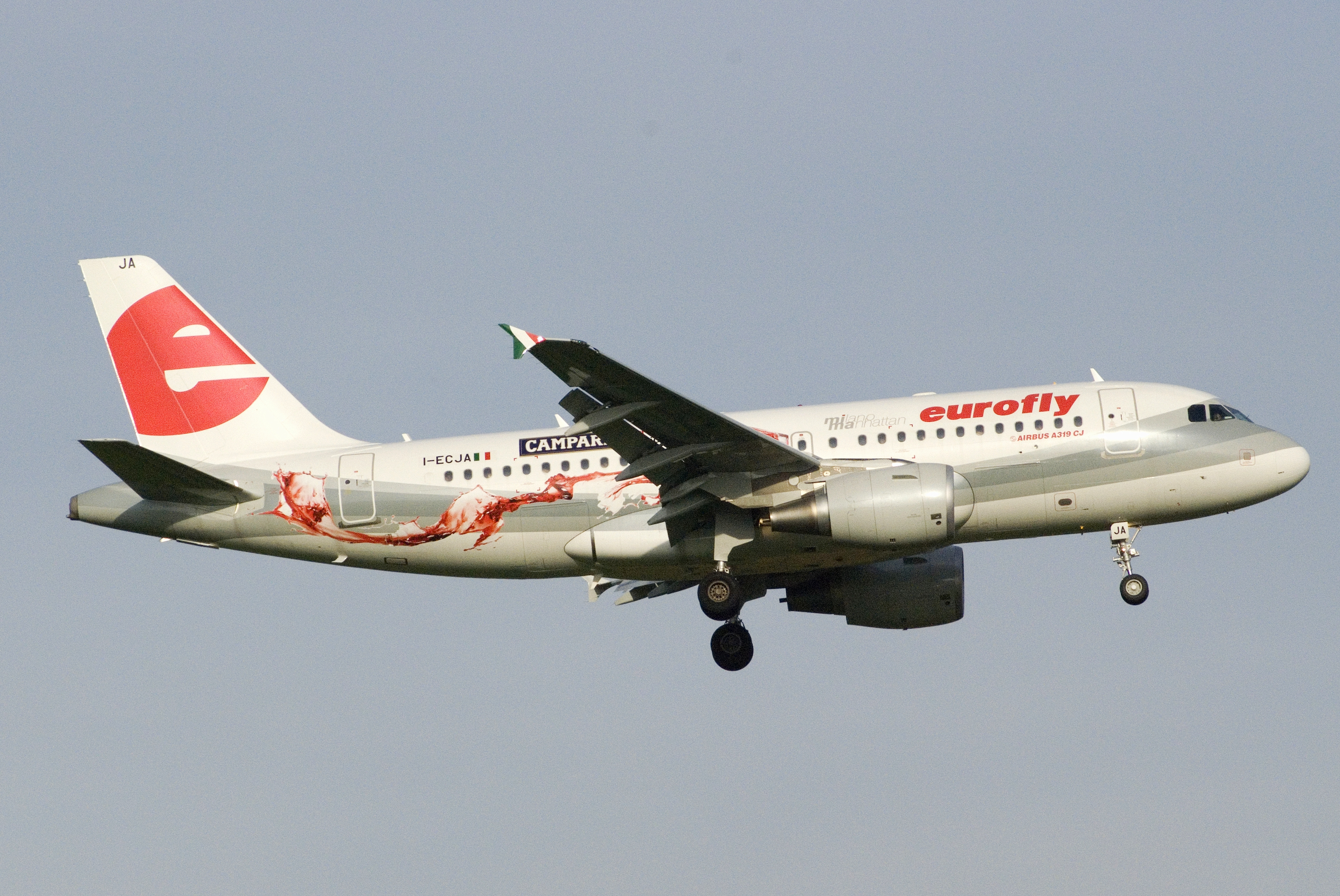
Airbus A319 d'Eurofly

Eurofly S.p.A. (code AITA GJ ; code OACI EEZ) était une compagnie aérienne italienne, basée à Malpensa. Fondée en 1989, elle a fusionné en 2010 avec Meridiana sous le nom de Meridiana fly.
Elle a transporté plus de 1,1 million de passagers en 2003.

## Flotte
Elle opérait 12 appareils en 2009 :
- 9 Airbus A320
- 3 Airbus A330-200

La compagnie a commandé 3 Airbus A350-800 + 3 options, ils seront livrés en 2013.
Ces appareils sont dotés d'une nouvelle livrée d'où ressort un grand e rouge sur la dérive, avec des longues bandes gris perle qui parcourent le fuselage blanc des appareils. Le dernier A320 livré est déjà de cette couleur.

## Destinations
Elle dessert notamment, à partir de cinq villes italiennes (Milan, Rome, Bologne, Naples et Palerme), des destinations internationales :
New York, Cancún, Punta Cana, les îles Canaries, la mer Rouge, Mombasa, Dakar, Malé (aux Maldives), Pointe-à-Pitre (liaisons estivales).